# Dyspyralis
Dyspyralis là một chi bướm đêm thuộc họ Erebidae.

## Loài
- Dyspyralis illocata Warren, 1891
- Dyspyralis nigellus Strecker, 1900 (sometimes spelled as Dyspyralis nigella)
- Dyspyralis noloides Barnes & McDunnough, 1916
- Dyspyralis puncticosta J. B. Smith, 1908